# آلان هوهانس
آلان هُوانیس یا هُوْهانِس (انگلیسی: Alan Hovhaness؛ ‎/hoʊˈvɑːnɪs/‎؛؛ ارمنی: Ալան Յովհաննէս؛ ۸ مارس ۱۹۱۱ – ۲۱ ژوئن ۲۰۰۰) یک آهنگساز و رهبر ارکستر اهل ایالات متحده آمریکا بود. او اصالتی اسکاتلندی و ارمنی داشت.

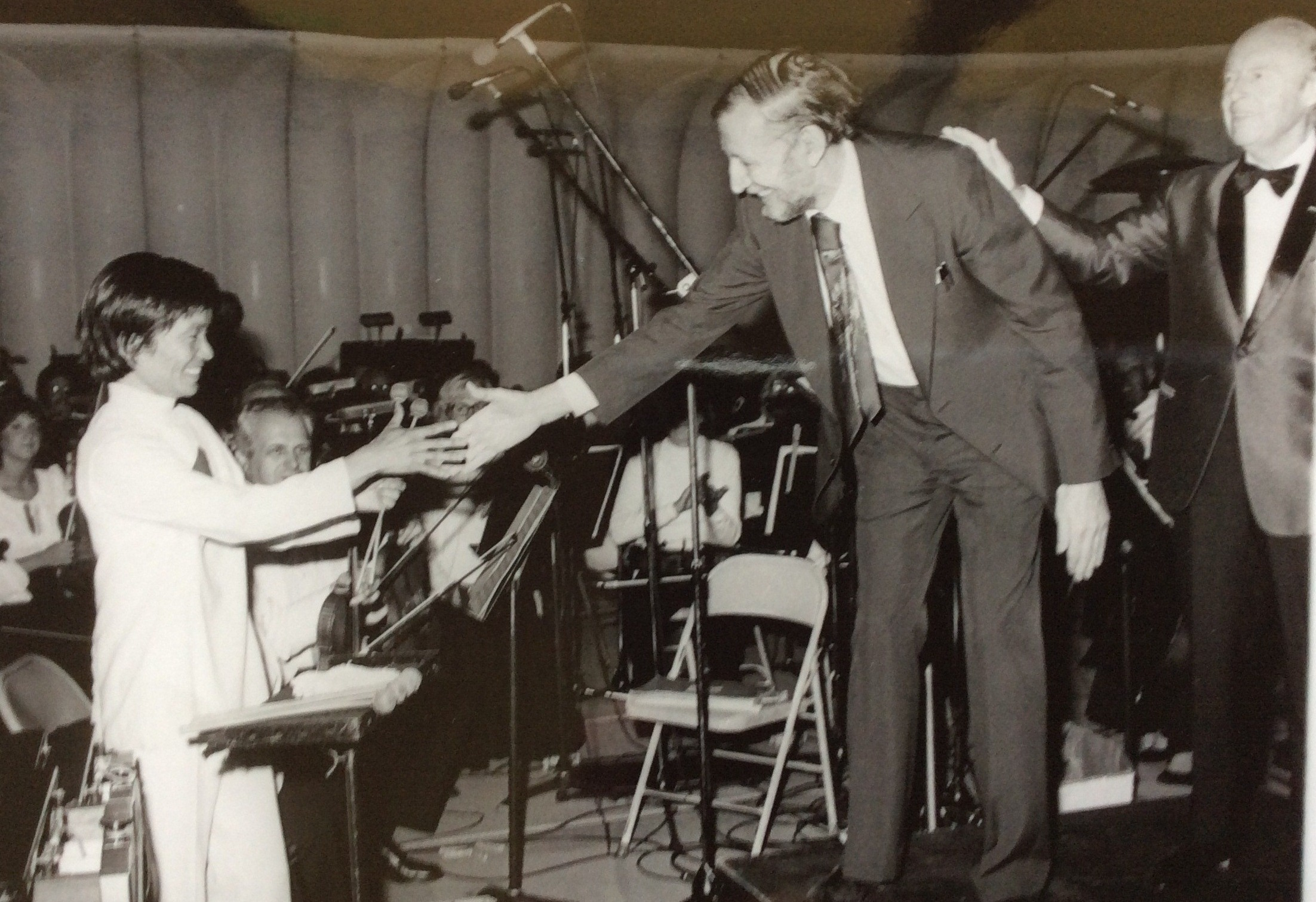

وی یکی از پُرکارترین آهنگسازان قرن بیستم میلادی بود و ۶۷ سمفونی و ۴۳۴ اپوس رسمی منتشرشده دارد. (تعداد نت‌های دست‌نوشتهٔ سمفونیکش بیش از ۷۰ و تعداد اپوس‌ها، بیش از ۵۰۰ عدد است)
او در سال ۱۹۷۵ اثری عمده با نام «رباعیات، چینشی موسیقایی» (The Rubaiyat , A Musical Setting) را برای راوی‌گری و ارکستر ساخت که دو بار ضبط شده‌است.
وی همچنین برنده جوایزی همچون کمک‌هزینه گوگنهایم شده‌است.